# Psychotria yaoundensis
Espèce
Psychotria yaoundensis, décrite par Olivier Lachenaud, est une plante de la famille des Rubiaceae, du genre Psychotria. Décrite en 2013 comme une nouvelle espèce de cette grande famille, elle est endémique au Cameroun. Localisée sur les collines rocheuses aux abords de Yaoundé,, elle lui doit son épithète spécifique yaoundensis. Selon les critères de l’IUCN, elle est évaluée comme une espèce en danger critique.